# أندريه راسنبرغ
أندريه راسنبرغ (بالهولندية: André Rasenberg)‏ (17 يونيو 1914 – 24 ديسمبر 1994) هو ملاكم هولندي راحل، مثّل بلاده في الألعاب الأولمبية الصيفية 1936.

## روابط خارجية
أندريه راسنبرغ على موقع أوليمبيديا (الإنجليزية)